# Karl Asal jun.
Karl Ludwig Asal (* 5. Mai 1889 in Waldshut; † 27. April 1984 in Freiburg im Breisgau) war ein deutscher Jurist und Hochschullehrer.

## Leben
Karl Asal wurde geboren als Sohn des gleichnamigen Juristen Karl Asal. Sein Großvater war der Bezirksoberförster in Durlach, Karl Asal. Seine Mutter war Clara Asal geborene Hildenbrand (* 6. Januar 1867  in Offenburg; † 26. Oktober in Weinheim), Tochter des Mühlenbesitzers Louis Hildenbrand aus Offenburg. Seine drei jüngeren Geschwister waren Walther Egon Asal (* 14. Juni 1891 in Bruchsal), Hans Georg Asal (* 1. April 1893 in Tauberbischofsheim) und Hildegard Clara Pauline Asal (* 13. Juni 1899 in Adelsheim).
Er besuchte die Gymnasien in Ettenheim, in Wertheim am Main sowie in Karlsruhe und legte 1907 das Abitur ab. Dann studierte er bis 1911 Rechtswissenschaften an den Universitäten Leipzig, München und Freiburg. Nach dem Ersten Weltkrieg, an dem er aktiv als Offizier teilnahm, legte er 1919 die zweite juristische Staatsprüfung. Er schlug eine Beamtenlaufbahn ein und wurde zunächst Gerichtsassessor beim Badischen Ministerium des Kultus und Unterrichts. 1920 wurde er bereits zum Regierungsrat ernannt. 1923 promovierte Karl Asal an der Universität Heidelberg zum Dr. jur. und wurde 1927 zum Oberregierungsrat befördert. Anfang 1934 erfolgte die Ernennung zum Ministerialrat und Leiter der Abteilung E "Künste und Kultus". Er war Referent für evangelischen Kultus, Theaterwissenschaften, Museen der bildenden Kunst, Denkmalpflege und Naturschutz. In diesen Funktionen war er bis zum Ende des Nationalsozialismus 1945 tätig. Daneben war Karl Asal seit 1932 ordentlicher Honorarprofessor an der Technischen Hochschule Karlsruhe.
Karl Asal beantragte im September 1937 die Aufnahme in die NSDAP und wurde rückwirkend zum 1. Mai desselben Jahres aufgenommen (Mitgliedsnummer 4.459.327). Er war zudem Mitglied der Akademie zur Wissenschaftlichen Erforschung und Pflege des Deutschtums in München und des Archäologischen Instituts des Deutschen Reiches.
Im Dezember 1945 wurde er in das Südbadische Ministerium des Kultus und Unterrichts in Freiburg im Breisgau übernommen und zunächst zurückgestuft. Im Oktober 1946 wurde er erneut zum Oberregierungsrat befördert und 1948 übernahm Karl Asal die Leitung des Landeskulturamtes Südbaden. Im Alter von 62 setzte er sich als Ministerialrat zur Ruhe und arbeitete ab 1952 als angestellter Leiter des Kulturreferats beim Regierungspräsidium Freiburg bis 1955 weiter.
Von 1956 bis 1965 war Karl Asal Präsident des Schwarzwaldvereins.